# Hugo van der Steenhoven
Hugo Johannes van der Steenhoven (Dordrecht, 11 oktober 1953) is een Nederlands GroenLinks-politicus.
Van der Steenhoven was afkomstig uit de Pacifistisch Socialistische Partij waarvan hij sinds 1975 lid was. Hij heeft in de partijraad en het partijbestuur van deze partij gezeten. Tussen 1983 en 1986 werkte hij als jeugdwerker. Hij was actief in allerlei sociale bewegingen. Zo was hij lid van het bestuur van de stichting Jongerenhuisvesting, de Stichting antiracisme Utrecht en het radicaal fonds Zwart Zaad. Vervolgens als opbouwwerker tot 1994. In 1990 werd hij lid van de Utrechtse gemeenteraad voor GroenLinks. In 1994 werd hij wethouder voor milieu en verkeer en vervoer
Tussen 1998 en 2002 was hij lid van de Tweede Kamer voor GroenLinks. Hij was woordvoerder op het gebied van verkeer, waterstaat en ruimtelijke ordening. Hij was woordvoerder over de vuurwerkramp in Enschede.
In 2003 werd hij hoofd Beleid bij de Fietsersbond. In 2006 werd hij hier directeur. Omdat hij deze functie wilde houden weigerde hij in 2006 Marijke Vos op te volgen, toen zij de Tweede Kamer verliet om wethouder van Amsterdam te worden. In 2015 werd hij als directeur opgevolgd door Saskia Kluit.
- Parlement.com: vg09llk8t0el